# سورن مارکوسیان
سورن مارکوسیان (ارمنی: Սուրեն Մարկոսյան؛ زادهٔ ۱۷ سپتامبر ۱۹۸۴ در گارنی) کشتی‌گیر وزن اهل ارمنستان است.